# 당 의종
당 의종 이최(唐懿宗 李漼, 833년 12월 28일(음력 11월 14일) ~ 873년 8월 15일(음력 7월 19일))은 당나라의 제17대 황제(859년 - 873년)이다. 연호는 함통(咸通)이다.

## 생애
초명은 온(溫)으로 운왕(鄆王)에 봉해졌다. 그에 대해서는 "그릇이 침착하고 중후했으며 생김새가 괴위했다(器度沈厚，形貌瑰偉)"고 전하는 와중에 "음률에 뛰어났는데 천종(天縱)과도 같았다(洞曉音律，猶如天縱)"고 전하고 있다.
선종의 장남이었지만 무능했기에 기왕 이자가 후계자였지만 좌군중위 왕종실이 쿠데타를 옹립해서 즉위했다.
기록에는 "주색에 빠져서 놀고 즐기는 데에 절도가 없다"라고 그의 행실을 비판하고 있는데, 조선의 문인 이현일은 그의 저서 《갈암집》에서 "당 의종은 직간하는 신하에게 화를 내고 유배보냈다"고 기록하였다. 의종이 즉위한 뒤에는 환관이 조정을 좌지우지했으며, 번진(藩鎭) 세력의 할거뿐 아니라 농민 반란도 빈번하게 일어났다(특히 그가 죽고 2년 뒤에 발생한 황소의 난도 실은 의종 시대의 악정이 원인이 되었다고 알려져 있다). 즉위한 해에 이미 구보(裘甫)가 절동(浙東)에서 민란을 일으키는가 하면, 함통(咸通) 9년(868년)에는 서사(徐泗) 지역을 지키던 번진의 수병(戍兵)들이 계림(桂林)에서 군사를 일으켰다.
불교를 신봉했던 의종은 함통 14년(873년) 봄에, 대신들의 반대도 듣지 않고 엄청난 비용을 들여 불골(佛骨)을 맞아오는 행사를 벌였다. 그것은 아버지 선종이 쌓아올렸던 성과들을 모조리 무너뜨리는 것이었다. 당시 한림학사(翰林學士) 유윤장(劉允章)은 《직간서(直諫書)》를 인용해 「국가를 무너뜨리는 아홉 가지 요소(國有九破)」를 언급하며 당시의 상황을 묘사하고 있다. 한편 전기소설인 《당인전기(唐人傳奇)》나 북송 시대의 《태평광기(太平廣記)》에는 저묵(著墨), 즉 조정의 날인도 거치지 않은 편법적인 매관매직이 성행했다고 전하고 있기도 하다.
함통 14년 7월, 재위 14년만에 향년 41세로 사망한다.

## 존호, 시호, 묘호, 능호
초기 존호는 예문명성효덕황제(睿文明聖孝德皇帝)이며, 이후 추가와 개정을 거친 존호는 예문영무명덕지인대성광효황제(睿文英武明德至仁大聖廣孝皇帝)이다.
시호는 소성공혜효황제(昭聖恭惠孝皇帝)이다.
묘호는 의종(懿宗)이며, 능호는 간릉(簡陵)이다.

## 가계

### 조부모와 부모
- 조부 : 헌종(憲宗) 장무황제(章武皇帝) 이순(李純)
- 조모 : 효명황후(孝明皇后) 정씨(鄭氏)
- 부친 : 선종(宣宗) 헌문황제(獻文皇帝) 이침(李忱)
- 모친 : 원소황후(元昭皇后) 조씨(晁氏)

### 후비
| 봉호       | 시호                | 이름(성씨) | 별칭  | 재위년도 | 생몰년도  | 국구(장인/장모) | 능묘       | 비고  |
| ---------- | ------------------- | ---------- | ----- | -------- | --------- | --------------- | ---------- | ----- |
| 귀비(貴妃) | 혜안황후 (惠安皇后) | 왕씨(王氏) |       | (추존)   | ? ~ 866년 |                 | 수릉(壽陵) | [ 2 ] |
| 궁인(宮人) | 공헌황후 (恭憲皇后) | 왕씨(王氏) | [ 3 ] | (추존)   | ? ~ 867년 |                 | 안릉(安陵) | [ 4 ] |

### 후궁
| 봉호(시호) | 별칭               | 이름(성씨) | 생몰년도      | 비고 |
| ---------- | ------------------ | ---------- | ------------- | ---- |
| 숙비(淑妃) |                    | 곽씨(郭氏) |               |      |
| 귀비(貴妃) | 초국부인(楚國夫人) | 양씨(楊氏) | 833년 ~ 865년 |      |
| 덕비(德妃) | 한국부인(韓國夫人) | 왕씨(王氏) | 844년 ~ 870년 |      |
| 첩여(婕妤) |                    | 최씨(崔氏) |               |      |
| 첩여(婕妤) |                    | 왕씨(王氏) |               |      |
|            |                    | 뇌씨(雷氏) |               |      |

### 황자
| -    | 봉호           | 시호                    | 이름                  | 생몰년도      | 생모          | 자식      | 별칭  | 비고                    |
| ---- | -------------- | ----------------------- | --------------------- | ------------- | ------------- | --------- | ----- | ----------------------- |
| 장남 | 위왕(魏王)     |                         | 이일(李佾)            | ? ~ 879년     |               |           |       |                         |
| 차남 | 양왕(凉王)     |                         | 이정(李侹)            | ? ~ 878년     | 궁인 뇌씨     |           |       |                         |
| 3남  | 촉왕(蜀王)     |                         | 이길(李佶)            |               |               |           |       |                         |
| 4남  | 위왕(威王)     |                         | 이간(李侃)            |               |               |           | [ 5 ] |                         |
| 5남  | 황태자(皇太子) |                         | 이엄(李儼) 이현(李儇) | 862년 ~ 888년 | 혜안황후 왕씨 | 2남 2녀   | [ 6 ] | 제18대 황제 희종(僖宗). |
| 6남  | 길왕(吉王)     |                         | 이보(李保)            |               |               |           |       | 요절함.                 |
| 7남  | 황태제(皇太弟) |                         | 이걸(李傑) 이엽(李曄) | 867년 ~ 904년 | 공헌황후 왕씨 | 17남 11녀 | [ 7 ] | 제19대 황제 소종(昭宗). |
| 8남  | 목왕(睦王)     | 공애황태자 (恭哀皇太子) | 이의(李倚)            | ? ~ 897년     |               |           |       | [ 8 ]                   |

### 황녀
| -    | 봉호(시호)                  | 이름 | 생몰년도      | 생모      | 부마                                 | 별칭  | 비고    |
| ---- | --------------------------- | ---- | ------------- | --------- | ------------------------------------ | ----- | ------- |
| 장녀 | 위국문의공주 (衛國文懿公主) |      | 849년 ~ 870년 | 숙비 곽씨 | 위보형(韋保衡)                       | [ 9 ] |         |
| 차녀 | 안화공주 (安化公主)         |      |               |           | 남조(南詔) 무선제(武宣帝) 융순(隆舜) |       |         |
| 3녀  | 보강공주 (普康公主)         |      | 861년 ~ 866년 |           |                                      |       | 요절함. |
| 4녀  | 창원공주 (昌元公主)         |      |               |           |                                      |       |         |
| 5녀  | 창녕공주 (昌寧公主)         |      |               | 덕비 왕씨 |                                      |       |         |
| 6녀  | 금화공주 (金華公主)         |      |               |           |                                      |       |         |
| 7녀  | 인수공주 (仁壽公主)         |      |               |           |                                      |       |         |
| 8녀  | 영수공주 (永壽公主)         |      |               |           |                                      |       |         |
| 9녀  | 수령공주 (遂寧公主)         |      |               |           |                                      |       |         |

## 기년
| 의종        | 원년                            | 2년        | 3년        | 4년        | 5년        | 6년        | 7년        | 8년        | 9년        | 10년       |
| ----------- | ------------------------------- | ---------- | ---------- | ---------- | ---------- | ---------- | ---------- | ---------- | ---------- | ---------- |
| 서력 (西曆) | 860년                           | 861년      | 862년      | 863년      | 864년      | 865년      | 866년      | 867년      | 868년      | 869년      |
| 간지 (干支) | 경진(庚辰)                      | 신사(辛巳) | 임오(壬午) | 계미(癸未) | 갑신(甲申) | 을유(乙酉) | 병술(丙戌) | 정해(丁亥) | 무자(戊子) | 기축(己丑) |
| 연호 (年號) | 대중(大中) 14년 함통(咸通) 원년 | 2년        | 3년        | 4년        | 5년        | 6년        | 7년        | 8년        | 9년        | 10년       |
| 의종        | 11년                            | 12년       | 13년       | 14년       |            |            |            |            |            |            |
| 서력 (西曆) | 870년                           | 871년      | 872년      | 873년      |            |            |            |            |            |            |
| 간지 (干支) | 경인(庚寅)                      | 신묘(辛卯) | 임진(壬辰) | 계사(癸巳) |            |            |            |            |            |            |
| 연호 (年號) | 11년                            | 12년       | 13년       | 14년       |            |            |            |            |            |            |